# مصرف كوردستان الدولي الإسلامي للإستثمار والتنمية
مصرف كوردستان الدولي الإسلامي للاستثمار والتنمية مصرف عراقي أهلي أُسس عام 2005 يبلغ رأس المال للمصرف 400 مليار دينار.